# Zastava Japonske
Zastava Japonske je državna zastava, ki predstavlja Japonsko, sestavljena iz pravokotnega belega polja, v sredini katerega je škrlaten disk. Uradno se imenuje Nisshōki (日章旗, 'zastava Sonca'), širše pa je znana tudi kot Hinomaru (日の丸, 'Sončeva krogla'), kot simbolična upodobitev vzdevka »dežela vzhajajočega Sonca«.
Nisshoki je z japonskim Zakonom o narodni zastavi in himni, ki je stopil v veljavo 13. avgusta 1999, razglašen za narodno zastavo. Že pred tem je bila različica v uporabi kot de facto narodna zastava Japonske, čeprav zakonodaja takega simbola ni predpisovala. Je pa bila postavitev zastave s Sončevim krogom vključena v par razglasov, ki ju je leta 1870 izdala vlada v zgodnjem obdobju Meidži: razglas 57 z dne 27. februarja 1870 jo je uzakonil kot narodno pomorsko zastavo za trgovske ladje, razglas 651 z dne 27. oktobra 1870 pa kot narodno zastavo za vojno mornarico.
Sonce ima pomembno vlogo v japonski mitologiji in religiji, tako je japonski cesar po legendi neposredni potomec sončeve boginje Amaterasu in legitimnost japonske cesarske rodbine so utemeljevali s tem božanskim mandatom. Osrednjo vlogo Sonca odražata ime države in oblika zastave. Starodavna zgodovinska razprava Šoku Nihongi omenja zastavo s Soncem na dvoru cesarja Monmuja leta 701, kar je najzgodnejša omemba zastave s takim motivom na Japonskem. Najstarejši ohranjeni primerek je v templju Unpō-ji v kraju Košu (prefektura Jamanaši). Po legendi jo je templju podaril cesar Go-Reizei v 11. stoletju, gotovo pa je starejša od 16. stoletja. Med obnovo Meidži sta Sončev krog in prapor vzajajočega sonca Imperialne japonske mornarice postala pomembna simbola vzhajajočega Japonskega imperija. Propagandni plakati, učbeniki in filmi so ga upodabljali kot vir ponosa in domoljubja. Po vladnem odloku so ga morali državljani izobešati doma ob praznikih, proslavah in podobnih dogodkih. Med drugo kitajsko-japonsko vojno in kasnejšimi konflikti so postali priljubljeni tudi drugi izrazi predanosti državi in cesarju z motivom Hinomaru, kot so oblačila in posoda. Po porazu Japonske v drugi svetovni vojni in v prvih letih zavezniške okupacije je bila uporaba močno omejena. Še vedno je uporaba v javnosti predmet polemik, ker simbolizira obdobje imperija pod avtoritarno vladavino. Mnogi povezujejo zastavo s skrajnodesničarskim nacionalizmom, reakcionarstvom in huliganstvom, tako da je večina Japoncev ne izobeša.

## Pravila za oblikovanje zastave
Po Zakonu o narodni zastavi in himni je zastava Japonske pravokotne oblike z razmerjem stranic 2:3. V sredini je krog s premerom, enakim 3/5 višine. Na belem ozadju je rdeč krog (紅色, beni iro), katerega barve zakon ne predpisuje natančno – navaja le »globoko« rdeč odtenek.